# عمار ميترا
عمار ميترا (بالهندية: अमर मित्र؛ بالإنجليزية: Amar Mitra) هو كاتب هندي وباكستاني، ولد في 30 أغسطس 1951 في شات خيرا في بنغلاديش.